# Biroina wilsoni
Biroina wilsoni är en tvåvingeart som först beskrevs av Richards 1973.  Biroina wilsoni ingår i släktet Biroina och familjen hoppflugor. Inga underarter finns listade i Catalogue of Life.